# Gottfried Benad
Gottfried Johannes Benad (* 15. März 1932 in Dresden; † 24. Februar 2024) war ein deutscher Mediziner und Anästhesiologe. Er war emeritierter Professor und lehrte lange Jahre an der Universität Rostock, wo er von 1969 bis 1998 Direktor der Klinik und Poliklinik für Anästhesiologie und Intensivtherapie war.

## Leben
Benad absolvierte 1950 sein Abitur in Dresden-Plauen. Anschließend studierte er bis 1956 Medizin an der Martin-Luther-Universität Halle-Wittenberg. 1956 absolvierte er das Staatsexamen und wurde in Halle (Saale) zum Dr. med. promoviert mit einer Arbeit über den Brown-Pearce-Tumor. Von 1956 bis 1958 war er zunächst „Pflichtassistent“ am Pharmakologischen Institut, an der Medizinischen Universitäts-Klinik und der Chirurgischen Universitäts-Klinik in Halle (Saale), anschließend von 1958 bis 1963 Assistenzarzt unter K.-H. Martin an der Anästhesieabteilung der Chirurgischen Klinik der Universität Halle-Wittenberg, wo er auch im Jahr 1962 seine Anerkennung als Facharzt für Anästhesiologie erhielt. 1967 habilitierte er sich an der Universität Rostock im Fach Anästhesiologie mit der Arbeit Untersuchungen über den Wirkungsmechanismus von Succinylbischolin am Menschen. Von 1963 bis 1969 war Benad Oberarzt und Leiter der Anästhesieabteilung der Chirurgischen Universitäts-Klinik Rostock. Ab 1969 war er Hochschuldozent für Anästhesiologie und bis 1981 Direktor der Anästhesieabteilung des Bereichs Medizin der Universität Rostock, 1972 wurde er zum ordentlichen Professor für Anästhesiologie auf den ersten Lehrstuhl für das Fach dort berufen. Von 1981 bis 1998 war er Direktor der Klinik und Poliklinik für Anästhesiologie und Intensivtherapie der Universität Rostock.
Nach der Wende im Jahr 1990 wurde Benad im Jahr 1992 zum Universitäts-Professor für Anästhesiologie und Intensivtherapie (Besoldungsgruppe C 4) an der gleichen Universität ernannt. Im Jahr 1998 wurde er emeritiert.
Benad hatte vor allem über Muskelrelaxantien und Kardio-Anästhesie geforscht und zahlreiche Aufsätze, Buchkapitel und Bücher dazu vorgelegt.

## Ämter in der Wissenschaftlichen Selbstverwaltung
Von 1976 bis 1983 war er stellvertretender Bereichsdirektor für Medizinische Betreuung an der Universität Rostock, von 1990 bis 1996 Dekan der Medizinischen Fakultät und von 1990 bis 1998 Mitglied des Senats und auch des Konzils der Universität.

## Ämter und Funktionen in Fachgesellschaften und bei wissenschaftlichen Zeitschriften (Auswahl)
- 1972–1974 Vorsitzender der Gesellschaft für Anaesthesiologie und Intensivtherapie der DDR
- 1976–2004 Begründer und Chefredakteur der Zeitschrift Anaesthesiologie und Reanimation
- 1990–1996 Mitglied des Redaktionskomitees der Zeitschrift „Der Anaesthesist“
- 1990–1998 Vorsitzender des Landesverbandes M-V der Deutschen Gesellschaft für Anaesthesiologie und Intensivmedizin
- 1991–1994 Mitglied des internationalen Redaktionskollegiums der Zeitschrift "Anaesthesia Digest”
- 1991–1999 Mitglied des Redaktionskollegiums der Schriftenreihe Baillière „Clinical Anaesthesiology – International Practice and Research“
- 1991–2003 Adjunkt für M-V und damit Senatsmitglied der Deutschen Akademie der Naturforscher Leopoldina
- 1993 	Präsident der „Deutschen Gesellschaft für Anästhesiologie und Intensivmedizin“ und Kongresspräsident des „Zentraleuropäischen Anästhesiekongresses“, 14.–18. September 1993 in Dresden

## Wissenschaftliche Mitgliedschaften
- 1964 Gründungsmitglied der „Sektion Anaesthesiologie“ der Deutschen Gesellschaft für Klinische Medizin
- seit 1985 Deutsche Akademie der Naturforscher Leopoldina[2]
- 1988 Korrespondierendes Mitglied der Österreichischen Gesellschaft für Anästhesiologie, Reanimation und Intensivmedizin
- seit 1990 Korrespondierendes Mitglied der Deutschen Gesellschaft für Anästhesiologie und Intensivmedizin
- 1991 Wahl zum Fellow of the Royal College of Anaesthetists (FRCA), London
- seit 1994 Mitglied der Joachim-Jungius-Gesellschaft der Wissenschaften, Hamburg
- Overseas Member of the „Society of Anaesthetists of the South Western Region of Great Britain“

## Ehrungen
- 1980 	Verdienter Arzt des Volkes
- 1985 	Ehrenmitglied der Bulgarischen Gesellschaft für Anästhesiologie und Reanimation
- 1985 	Ehrenmitglied der Tschechoslowakischen Gesellschaft für Anästhesiologie und Resuscitation
- 1984 	Verleihung der Ehrenplakette der Gesellschaft für Anästhesiologie und Intensivtherapie der DDR
- 1999 	Ehrensenator der Universität Rostock
- 1999 	Ehrenmitglied der Deutschen Gesellschaft für Anästhesiologie und Intensivmedizin
- 2000 	Verleihung des Verdienstkreuzes am Bande des Verdienstordens der Bundesrepublik Deutschland
- 2002 	Verleihung der Heinrich-Braun-Medaille der Deutschen Gesellschaft für Anästhesiologie und Intensivmedizin
- 2003 	Verleihung der DGAI-Ehrennadel der Gesellschaft für Anaesthesiologie und Intensivmedizin

## Veröffentlichungen (Auswahl)
- 50 Jahre Muskelrelaxanzien. Springer, Berlin 1992.
- Poliklinische Chirurgie. 3., überarbeitete Auflage. Fischer, Jena 1981.
- Walter Schmitt: Allgemeine Chirurgie. 9. Auflage. Barth, Leipzig 1979, DNB 790150433.
- mit Manfred Schädlich: Grundriß der Anästhesiologie – Lehrbuch für Studenten. 4. Auflage. VEB Verlag Volk und Gesundheit, Berlin 1989, ISBN 3-333-00063-6.
- Muskelrelaxanzien. In: M. Meyer (Hrsg.): Physiologische und pharmakologischer Grundlagen der Anästhesie. VEB Verlag Volk und Gesundheit, 1987, S. 161–194.
- Elektromyographische Kontrolle der Relaxation. In: Anaesthesiol. Reanimat. Band 3, 1978, S. 100–104.
- mit R. Hofmockel und D.A. Cozanitis: Die Anwendung von Nicht-Depolarisationsblockern zur endotrachealen Intubation. In: Anaesthesiologie und Intensivmedizin. Band 190, Springer Verlag, Berlin / Heidelberg / New York / Tokyo 1986, S. 135–140.
- mit R. Hofmockel: Pipecuroniumbromid (Arduan R) – Ein neues nicht-depolarisierendes Muskelrelaxans. In: Anaesthesiol. Reanimat. Band 11, 1986, S. 297–307.
- mit Wolfgang Röse: Die Entwicklung der anästhesiologischen Fachgesellschaft der DDR. In: Jürgen Schüttler (Hrsg.): 50 Jahre Deutsche Gesellschaft für Anästhesiologie und Intensivmedizin. Tradition und Innovation. Unter Mitwirkung von Michael Goerig, Heike Petermann, Jochen Schulte am Esch und Wolfgang Schwarz. Springer-Verlag, Berlin 2003, ISBN 3-540-00057-7, S. 140–154.
- Die Zeitschrift Anaesthesiologe und Reanimation. In: Jürgen Schüttler (Hrsg.): 50 Jahre Deutsche Gesellschaft für Anästhesiologie und Intensivmedizin: Tradition und Innovation. Springer-Verlag, Berlin/Heidelberg/New York 2003, ISBN 3-540-00057-7, S. 169–174.
- mit G. Nöldge-Schomburg: Universität Rostock: Klinik und Poliklinik für Anästhesiologie und Intensivtherapie. In: Jürgen Schüttler (Hrsg.): 50 Jahre Deutsche Gesellschaft für Anästhesiologie und Intensivmedizin: Tradition und Innovation. Springer-Verlag, Berlin/Heidelberg/New York 2003, ISBN 3-540-00057-7, S. 538–544.